# Sant Sornin
Saint-Sornin és un municipi francès, situat al departament de l'Alier i a la regió d'Alvèrnia-Roine-Alps. L'any 2007 tenia 214 habitants.

## Demografia

### Població
El 2007 la població de fet de Saint-Sornin era de 214 persones. Hi havia 81 famílies de les quals 23 eren unipersonals (15 homes vivint sols i 8 dones vivint soles), 23 parelles sense fills, 27 parelles amb fills i 8 famílies monoparentals amb fills.
La població ha evolucionat segons el següent gràfic:
Habitants censats

### Habitatges
El 2007 hi havia 134 habitatges, 88 eren l'habitatge principal de la família, 22 eren segones residències i 24 estaven desocupats. 132 eren cases i 2 eren apartaments. Dels 88 habitatges principals, 57 estaven ocupats pels seus propietaris, 27 estaven llogats i ocupats pels llogaters i 4 estaven cedits a títol gratuït; 5 tenien dues cambres, 23 en tenien tres, 27 en tenien quatre i 33 en tenien cinc o més. 73 habitatges disposaven pel capbaix d'una plaça de pàrquing. A 50 habitatges hi havia un automòbil i a 29 n'hi havia dos o més.

### Piràmide de població
La piràmide de població per edats i sexe el 2009 era:
| Homes | Edats   | Dones |
| ----- | ------- | ----- |
| 0     | 95 o +  | 0     |
| 0     | 90 a 94 | 0     |
| 0     | 85 a 89 | 0     |
| 4     | 80 a 84 | 4     |
| 8     | 75 a 79 | 8     |
| 4     | 70 a 74 | 0     |
| 4     | 65 a 69 | 12    |
| 0     | 60 a 64 | 4     |
| 12    | 55 a 59 | 4     |
| 8     | 50 a 54 | 12    |
| 4     | 45 a 49 | 8     |
| 12    | 40 a 44 | 4     |
| 12    | 35 a 39 | 16    |
| 4     | 30 a 34 | 4     |
| 0     | 25 a 29 | 0     |
| 8     | 20 a 24 | 4     |
| 4     | 15 a 19 | 4     |
| 8     | 10 a 14 | 12    |
| 16    | 5 a 9   | 8     |
| 8     | 0 a 4   | 0     |

## Economia
El 2007 la població en edat de treballar era de 137 persones, 101 eren actives i 36 eren inactives. De les 101 persones actives 89 estaven ocupades (53 homes i 36 dones) i 12 estaven aturades (5 homes i 7 dones). De les 36 persones inactives 13 estaven jubilades, 11 estaven estudiant i 12 estaven classificades com a «altres inactius».

### Ingressos
El 2009 a Saint-Sornin hi havia 93 unitats fiscals que integraven 229 persones, la mediana anual d'ingressos fiscals per persona era de 14.056 €.

### Activitats econòmiques
Dels 3 establiments que hi havia el 2007, 1 era d'una empresa de comerç i reparació d'automòbils, 1 d'una empresa d'hostatgeria i restauració i 1 d'una empresa de serveis.
L'únic servei als particulars que hi havia el 2009 era un restaurant.
L'any 2000 a Saint-Sornin hi havia 26 explotacions agrícoles que ocupaven un total de 1.683 hectàrees.

## Poblacions més properes
El següent diagrama mostra les poblacions més properes.